# Сычёвка (Тамбовская область)
Сычёвка — село в Никифоровском районе Тамбовской области России. Входит в состав Ярославского сельсовета. Расположено на берегу реки Польной Воронеж.
Упоминается в документах ревизской сказки 1816 года по Козловскому уезду.
Было заселено однодворцами, на тот год имелось 94 дома, население составляло: мужского пола — 342, женского пола — 409 человек. В числе домохозяев проживали: Чураков Иван, Сычев Яков, Сычев Степан, Сычев Матвей, Конобеев Трофим (Конобеевых много), Скоробогатов Григорий, Скоробогатов Герасим, Попов Иван, Соколов Никифор. Много Сычевых.
В 1858 году в селе Сычевке по-прежнему проживали государственные крестьяне (ранее однодворцы), которых насчитывалось: мужского пола — 646, женского пола — 671 человек (домов — 105).
В епархиальных сведениях 1911 года указано, что церковь в селе построена в 1849 году.
По итогам переписи населения 2010 года — на территории села проживает 371 человек (мужчины — 181 человек, женщины — 190 человек).
Ныне село находится в 3 км от сельского совета.
Рядом с селом Сычёвка расположено село Ярославка.
До Великой Октябрьской революции 1917 г. в селе существовал Храм во имя Иоанна Богослова, впоследствии разрушенный.

## Люди связанные с селом
- Чуканов, Анатолий Дмитриевич (1934—2019) — советский и российский передовик сельского хозяйства, директор племзавода «Пригородный» Тамбовской области, Герой Социалистического Труда (1981)
- Бочаров, Владимир Филиппович (1921-) — герой ВОВ, лейтенант, командир танка, призывался через Кировский РВК, Саратовская обл., г. Саратов, Кировский р-н, воевал в составе 2 Белорусского фронта, совершив множество боевых подвигов был награждён орденами Красной Звезды, Красного Знамени, Отечественной войны 1,2 степени